# William Gilpin (Maler)

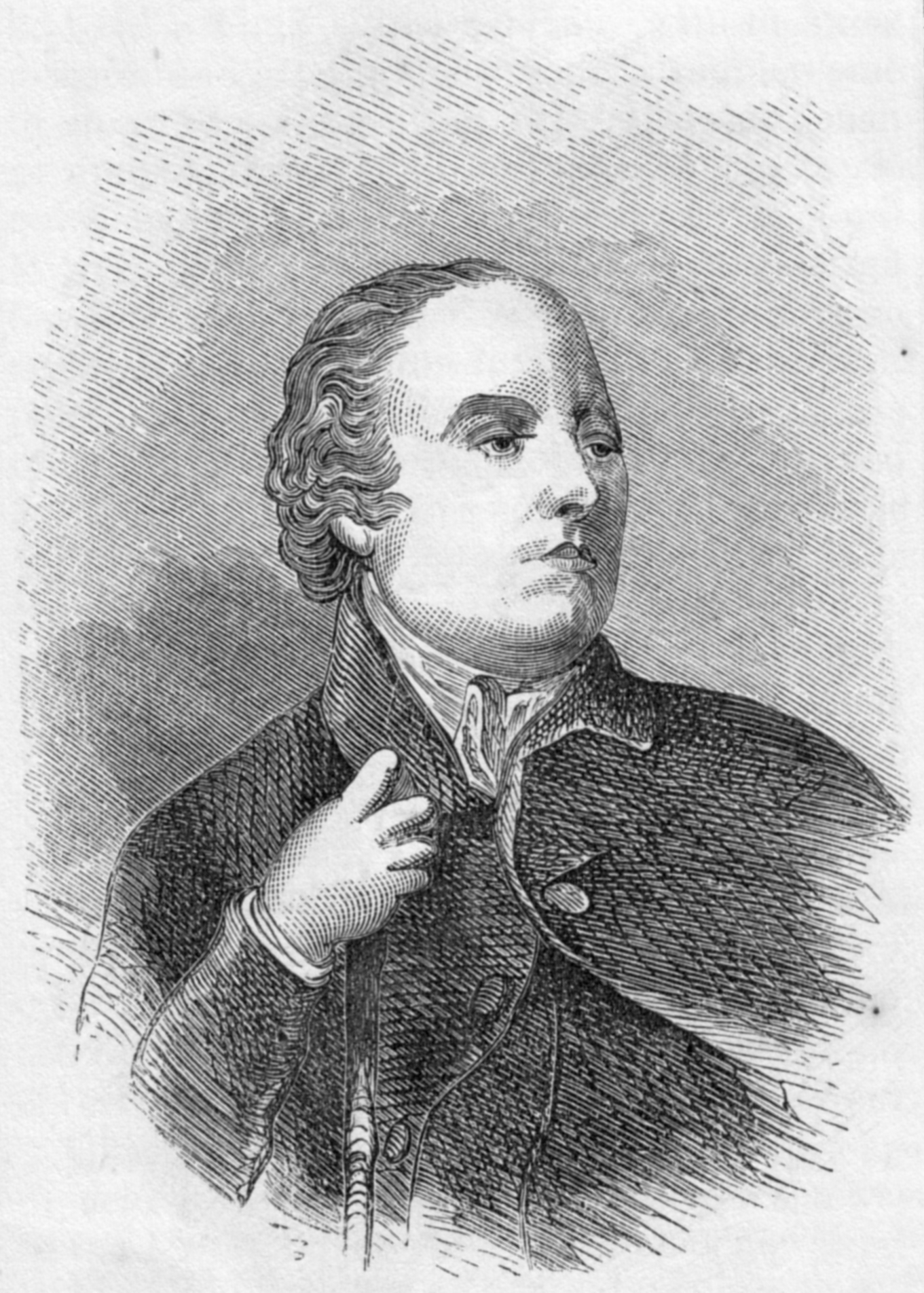
William Gilpin in einem Stich von 1869

William Gilpin (* 4. Juni 1724 in Carlisle; † 5. April 1804 in Boldre) war ein englischer Künstler, Geistlicher der Church of England, Schulleiter und Schriftsteller. Er wurde bekannt als einer der Urheber der Idee des picturesque (picturesque beauty, „malerische Schönheit“), worunter er eine aus der Ungeordnetheit der Natur abgeleitete, eigene Schönheit mit Bildqualität verstand, die er zum Ideal sowohl der Landschaftsmalerei als auch des englischen Landschaftsgartens erhob.

## Jugend und Beruf
Gilpin stammte aus der Grafschaft Cumberland, er war der Sohn von John Bernard Gilpin (geboren 1701), einem Rittmeister und Amateurkünstler. Seit seiner frühesten Kindheit war William ein begeisterter Zeichner und Sammler von Stichen und Drucken. Im Gegensatz zu seinem Bruder Sawrey Gilpin, der Maler wurde, entschied er sich nach dem Abschluss des Queen’s College in Oxford 1748 für eine kirchliche Laufbahn.
Noch während seiner Zeit in Oxford erschien anonym seine Schrift A Dialogue upon the Gardens … in Stow in Buckinghamshire („Ein Gespräch über die Gärten in Stowe …“). Mit dem Buch, das Gartenbeschreibung mit ästhetischen Beobachtungen verband, begann Gilpin die Idee des picturesque zu entwickeln. Zeitgenössisch noch ungewöhnlicher als seine, mit der in Cumberland verbrachten Kindheit erklärbare, Wertschätzung wilder und schroffer Berglandschaften, war Gilpins von Überlegungen wie Moral oder Nützlichkeit losgelöste, ausschließlich ästhetischen Kriterien verpflichtete Betrachtungsweise.
Nach der Arbeit als Anwärter und Lehrer an der Schule in Cheam wurde er 1755 deren Leiter. Er war ein Erzieher der Aufklärung, der körperliche Züchtigung durch ein System von Geldstrafen ersetzte und die Knaben ermutigte Gärten anzulegen. Gilpin verließ Cheam 1777 mit seiner Frau Margaret, um eine Stelle als Pfarrer in Boldre (New Forest, Hampshire) anzunehmen.

## Gilpins Konzept despicturesque
1768 bezeichnete Gilpin in seinem Essays on Prints („Abhandlungen über Stiche“) das picturesque als „the kind of beauty which is agreeable in a picture“ („die Art der Schönheit, die in einem Bild gefällig ist“) und entwickelte seine „principles of picturesque beauty“ („Prinzipien pittoresker Schönheit“), die er weitgehend auf seinen Kenntnissen der Landschaftsmalerei gründete. Im Laufe der 1760er und 1770er Jahre überprüfte er die aufgestellten Regeln auf umfangreichen Reisen während der Sommerferien; seine Landschaftsbeschreibungen und -skizzen fanden Eingang in eigene Reisenotizen.

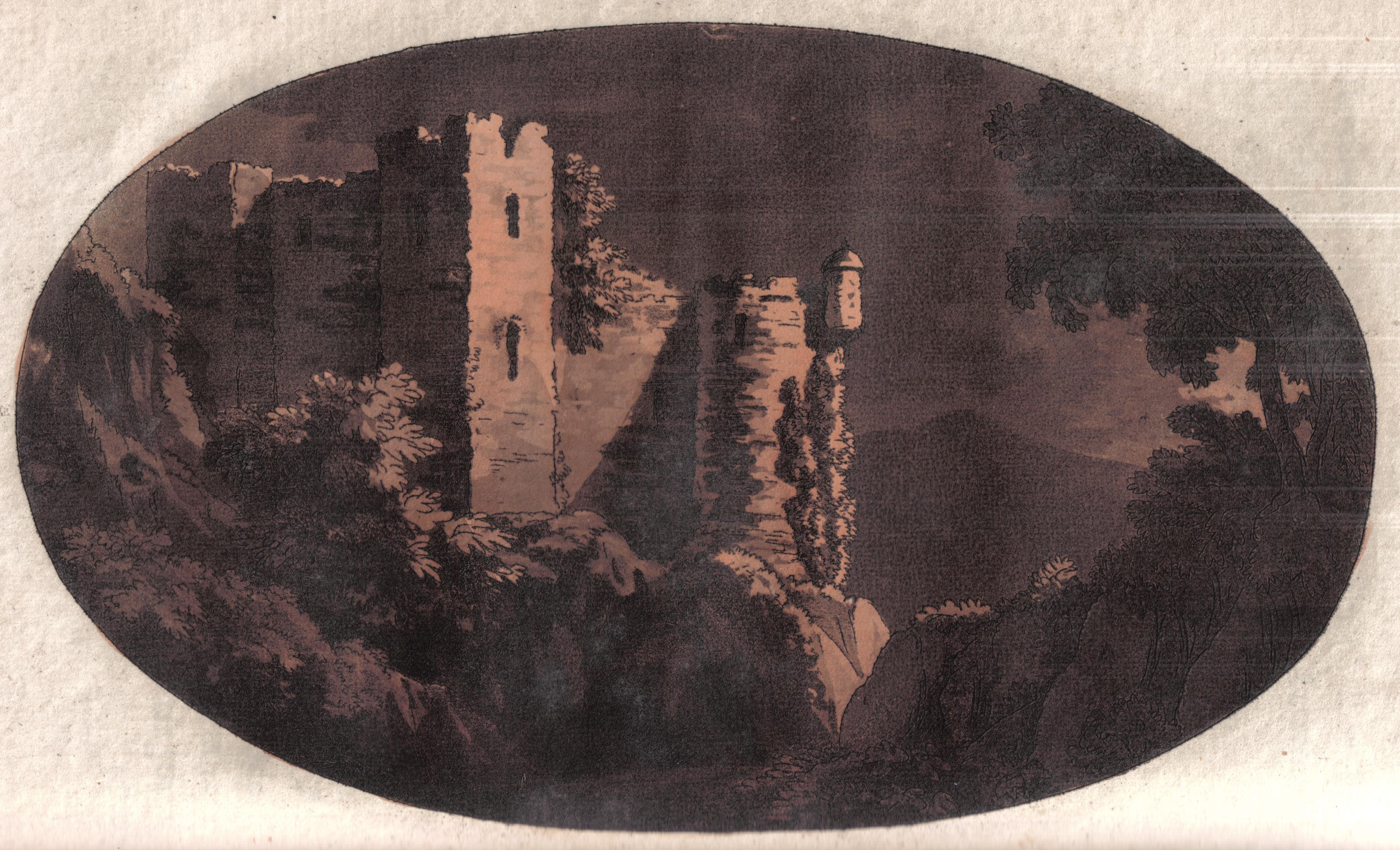
Ruine der Burg Penrith 1772 aus Gilpins Buch über Cumberland und Westmoreland

Gilpins Reisemanuskripte zirkulierten sowohl unter Freunden, zu denen der Dichter William Mason zählte, als auch in einem größeren Kreis, der Thomas Gray, Horace Walpole und George III. einschloss. 1782 veröffentlichte Gilpin auf Betreiben Masons in London die Observations on the River Wye and several parts of South Wales etc. relative chiefly in Picturesque Beauty; made in the summer of the year 1770 („Beobachtungen entlang des Flusses Wye und einigen Gegenden Südwales’ usw., hauptsächlich in Hinsicht auf deren pittoreske Schönheit; angefertigt im Sommer des Jahres 1770“). Das Buch war mit Radierungen seines Neffen William Sawrey Gilpin bebildert, die dieser mittels des noch neuen Aquatinta-Verfahrens angefertigt hatte. Dem Werk folgten 1791 ein Buch über den Lake District und Westengland sowie, nach dem Umzug nach Boldre, die Remarks on Forest Scenery, and other woodland views ... („Anmerkungen über Forstszenen und andere Ansichten bewaldeter Gegenden ...“).
Für Gilpin war ein Landschaftsausschnitt nur dann „richtig“ picturesque, wenn die Szene zwei Bedingungen erfüllte: Sie musste von ihrer Beschaffenheit geeignet sein („rauh“, „eigentümlich“, „abwechslungsreich“, „gebrochen“, ohne geradlinige Einzelheiten) und bezüglich der Zusammenfügung verschiedene Elemente beinhalten: Ein dunkler „Vordergrund“ mit direktem Blick auf ein zentrales oder zwei seitliche Objekte, ein hellerer „Mittelgrund“ und ein im Ungenauen verbleibender „Hintergrund“ in größerer Entfernung. Die Ruine einer Abtei oder Burg könnte als wirkungssteigerndes Gestaltungselement hinzugefügt werden.
Ein tiefliegender Standpunkt (des Betrachters oder Spaziergängers) unterstreicht die Erhabenheit, das „Sublime“, und ist daher dem Blick von einem erhöhten Standort in jedem Fall vorzuziehen. Gilpin sah die natürlichen Vorgaben einer Szene in Eigenschaft und Farbgebung meist erfüllt, bemängelte jedoch das meist ungenügende kompositorische Ganze: Es bedürfe der helfenden Ergänzung durch den Künstler, etwa durch wohlüberlegte Platzierung eines zusätzlichen Baumes.
Im Gegensatz zu anderen Reiseschriftstellern seiner Zeit, wie Thomas Pennant, räumte Gilpin historischen Schilderungen wenig Platz ein und sparte auch mit Fakten und Anekdoten. Seine Beschreibungen beließen Vieles im Ungefähren und beschränkten sich häufig darauf, die Situation hinsichtlich der picturesque beauty darzustellen. Eine von Gilpins vielzitierten Zuspitzungen bestand in der Äußerung, der geschickte Gebrauch eines Holzhammers könne dem unbefriedigend ruinösen Giebel der Tintern Abbey zur nötigen pittoresken Schönheit verhelfen.
Obwohl Gilpin sich manche Kritik zuzog und gelegentlich Gegenstand satirischen Spotts wurde (William Combe: The Tour of Dr Syntax in Search of the Picturesque. A Poem (1812)), hatte er den richtigen Zeitpunkt für seine Veröffentlichungen getroffen. Verbesserte Straßenverbindungen auf der Britischen Insel bei gleichzeitigen Reisebeschränkungen auf dem europäischen Festland führten zu einem Anstieg des heimischen Tourismus in den 1780er und 1790er Jahren. Viele dieser das picturesque suchenden Reisenden zeichneten selbst oder sprachen über das Gesehene in Ausdrücken der Landschaftsmalerei. Gilpins Bücher waren die geeigneten Begleiter für eine zeitgenössisch neue Generation von Reisenden.

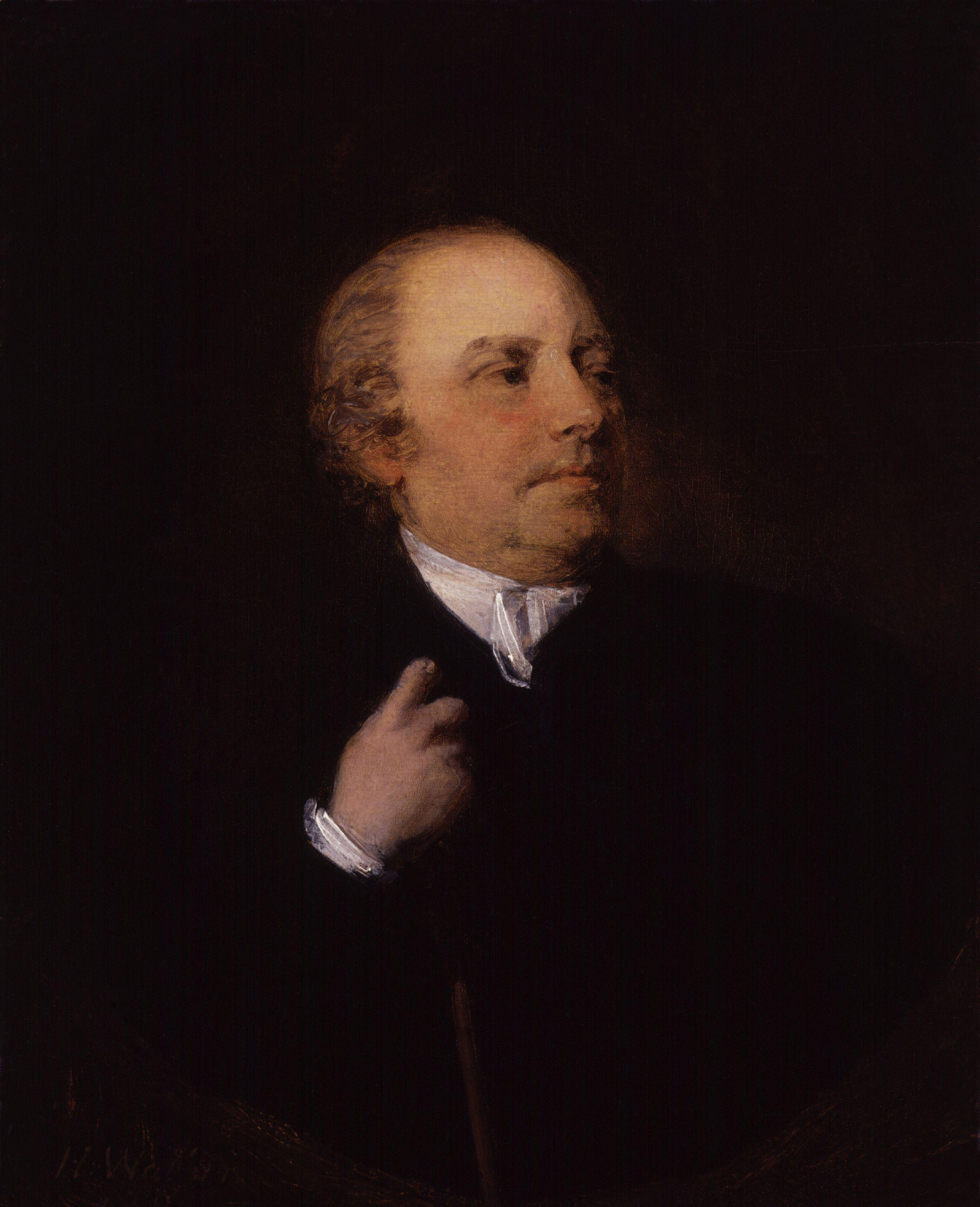
William Gilpin, Porträt von Henry Walton

## Gilpinund die Folgen
Obwohl sich Gilpin einige Male kritisch über künstliche Landschaftsgestaltungen äußerte, betrachtete er das picturesque hauptsächlich als ein Regelwerk der Naturbeschreibung. Es blieb anderen, vor allem Richard Payne Knight, Uvedale Price und Thomas Johnes, überlassen, Gilpins Einfälle zu umfangreicheren ästhetischen Theorien weiterzuentwickeln und für Landschaftsgestaltung und Architektur anwendungsfähig zu machen. Letzten Endes führten all jene großen Theorien über die Schönheit der ungezügelten Natur in der Mitte des 19. Jahrhunderts zu einer „gezähmten“ pittoresken Schönheit, die für den Kommerz brauchbar gemacht wurde. Gilpins Werk blieb desungeachtet populär, mehrere neue, von John Heaviside Clark ergänzte Ausgaben erschienen. So mancher Fototourist dürfte bei der Motivsuche unbewusst Gilpins zu Allgemeingut gewordenen Sichtweisen von Landschaft sich zu eigen machen.
Gilpin veröffentlichte außer seinen Schriften zum picturesque zahlreiche Arbeiten zu moralischen und religiösen Themen sowie Biographien über Hugh Latimer, Thomas Cranmer und John Wyclif. Ein Teil des Erlöses seiner Bücher verwendete er in seiner Kirchengemeinde für wohltätige Zwecke einschließlich der Ausstattung der Schule in Boldre, die heute seinen Namen trägt. Viele seiner Manuskripte, darunter ganz oder teilweise unveröffentlichtes Material, bewahrt die Bodleian Library in Oxford auf.